# Argiope catenulata
Argiope catenulata är en spindelart som först beskrevs av Carl Ludwig Doleschall 1859.  Argiope catenulata ingår i släktet Argiope och familjen hjulspindlar. Inga underarter finns listade i Catalogue of Life.

## Bildgalleri

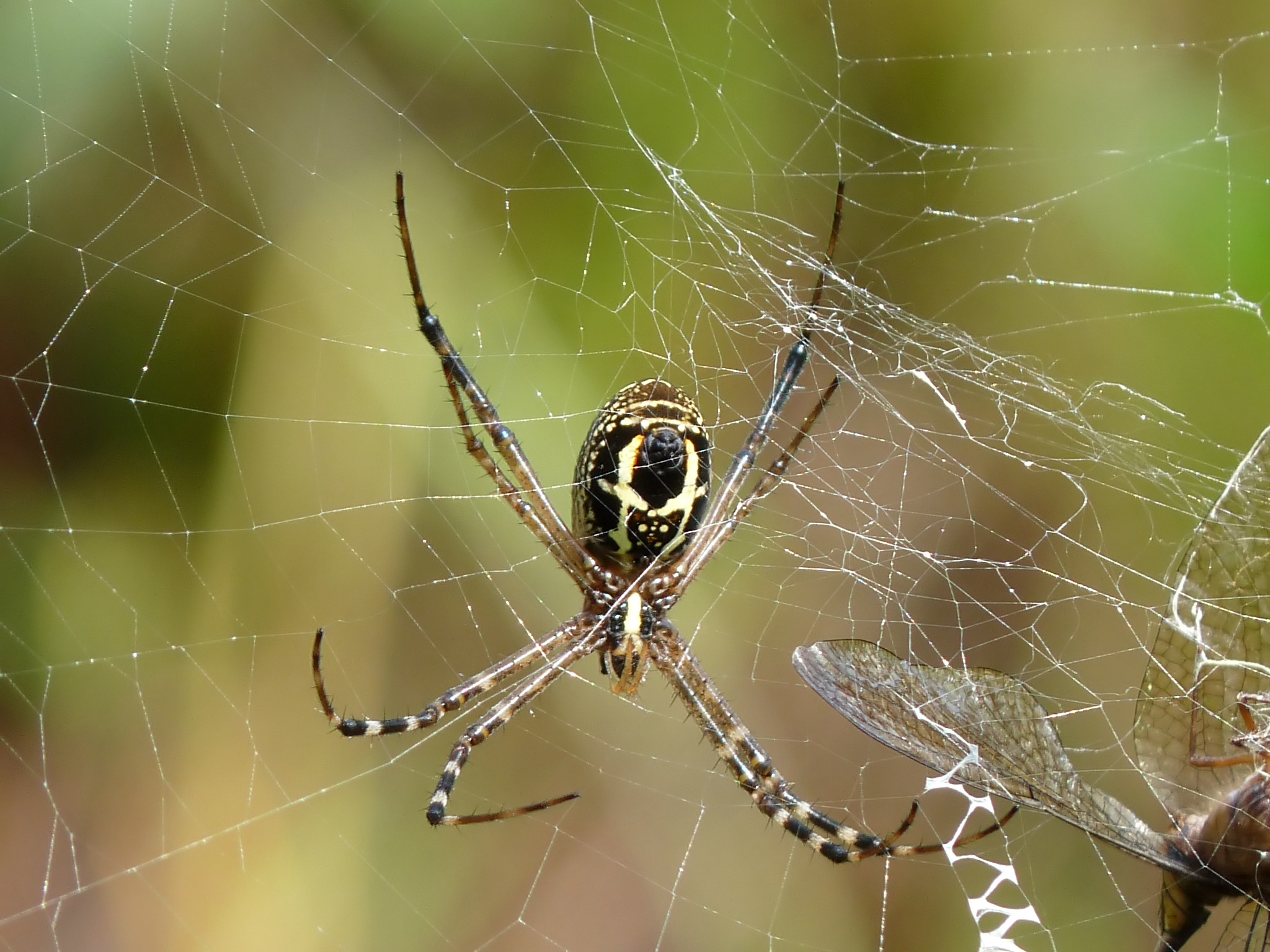
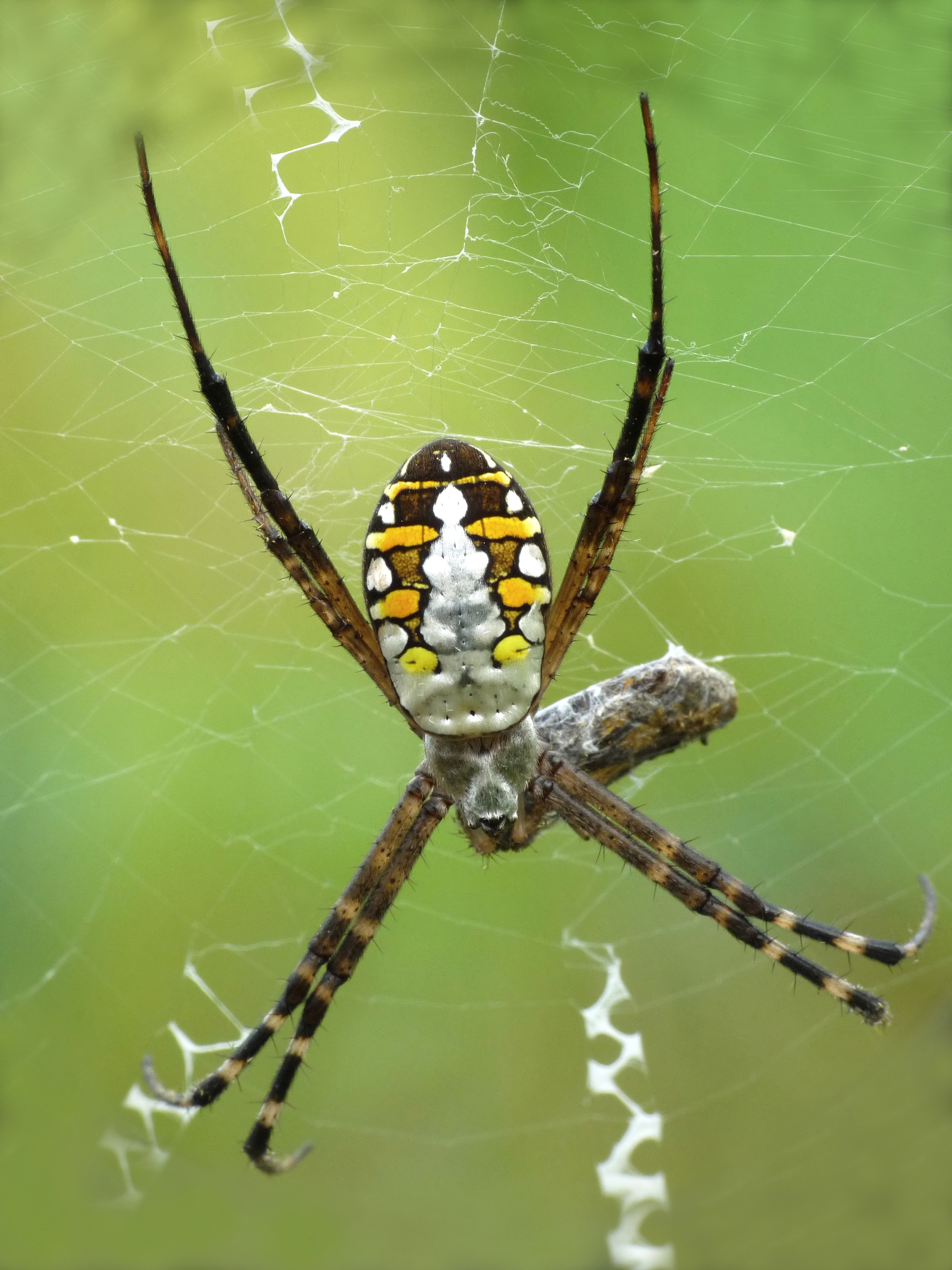
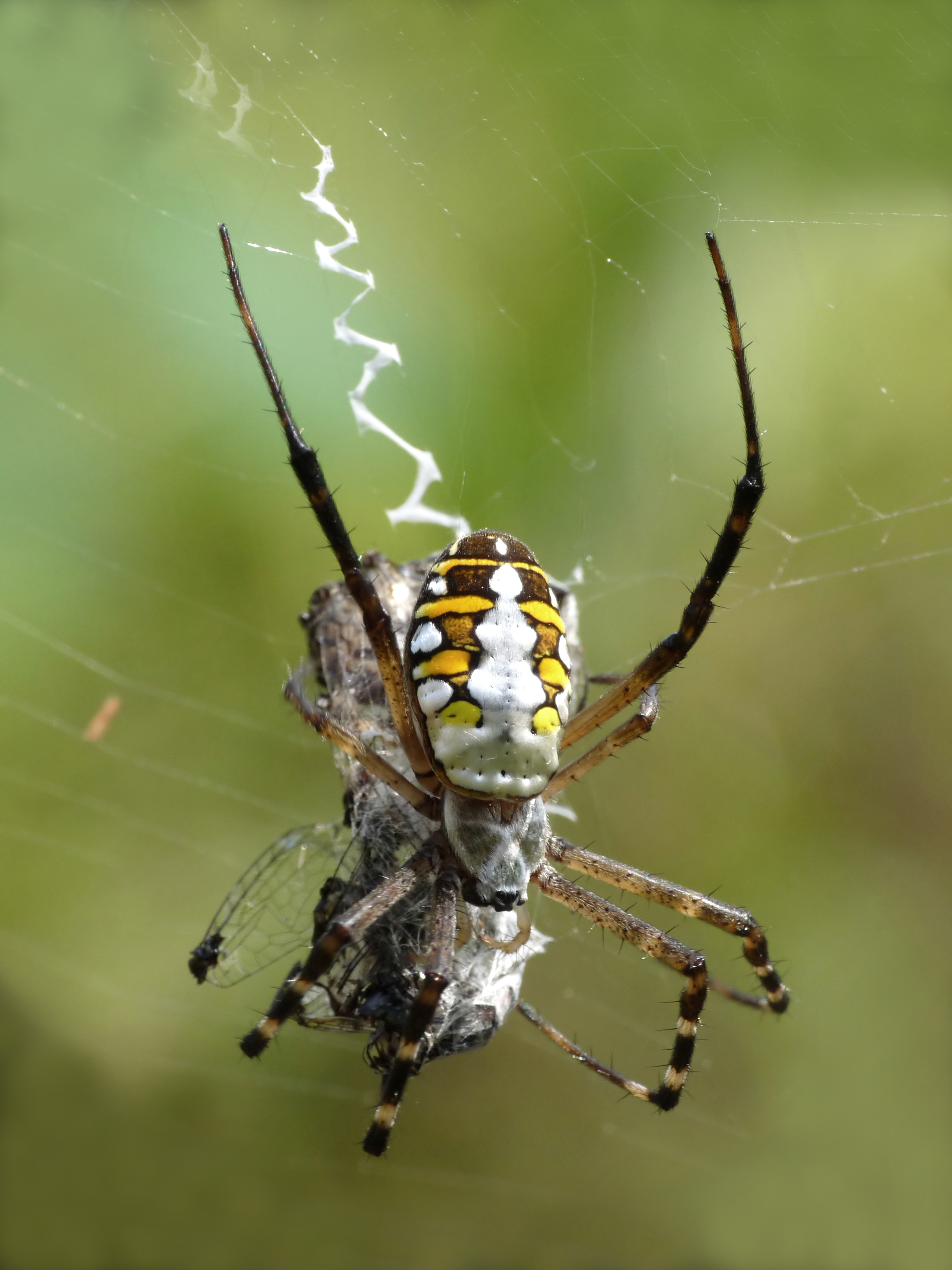